# Sisyrinchium obconicum
Sisyrinchium obconicum är en irisväxtart som beskrevs av Pierfelice Ravenna. Sisyrinchium obconicum ingår i släktet gräsliljor, och familjen irisväxter. Inga underarter finns listade i Catalogue of Life.